# Miguel Moragues
Miguel Moragues (Buenos Aires, Argentina, 16 de mayo de 1918-Lomas de Zamora, Provincia de Buenos Aires, Argentina, 4 de febrero de 2003) fue un militar perteneciente a la Armada de la República Argentina y posteriormente a la Fuerza Aérea Argentina. Logró ascender hasta la jerarquía de brigadier y fue comandante en jefe de la aeronáutica desde el 7 de mayo al 2 de septiembre de 1958.
Durante el régimen militar autodenominado Revolución Argentina, el ya retirado brigadier Moragues fue nombrado gobernador de la provincia de Buenos Aires, cargo que asumió el 7 de septiembre de 1971 hasta el 25 de mayo de 1973, cuando cedió el cargo al electo gobernador Oscar Bidegain.

## Carrera

### En la Armada Argentina
Luego de haber finalizado sus estudios secundarios, Miguel Moragues ingresó a la Escuela Naval Militar el 4 de febrero de 1935. Desde 1937 hasta fines de 1938 estuvo embarcado en la fragata ARA Presidente Sarmiento. El 7 de diciembre de 1938 egresó como guardiamarina, tras lo cual optó por especializarse como aviador naval.
Durante el año posterior a su egreso de la Escuela Naval, el guardiamarina Moragues estuvo destinado en el acorazado ARA Rivadavia. En 1940 se lo trasladó a la Escuadra Aérea I, tras lo cual fue promovido al grado de teniente de corbeta.
En 1942 formó parte de la comisión naval argentina en los Estados Unidos hasta 1945, período en el cual Moragues había obtenido su ascenso a teniente de fragata.

### En la Fuerza Aérea Argentina
Tras la creación de la Fuerza Aérea Argentina el 4 de enero de 1945, Miguel Moragues fue dado de alta en el escalafón de la Aeronáutica Militar permanente con el grado de capitán.
En 1946 llevó a cabo con éxito el curso I de la Escuela Superior de Guerra Aérea, estudio que lo habilitó para acceder a las jerarquías reservadas para los oficiales superiores de la aeronáutica —brigadier, brigadier mayor y brigadier general.
En 1948 trabajó en comisión en el servicio de Estado Mayor del Comando en Jefe de los Estados Unidos por un período de siete meses. En su regreso a la Argentina, a finales de año, fue ascendido a mayor.
Accedió a vicecomodoro en 1951 y estuvo destinado como subdirector de la Escuela Superior de Guerra Aérea. En 1954, con el grado de comodoro, pasó a la Dirección General del Personal de Aeronáutica. El 19 de octubre de 1955 pasó a ser jefe de la I Brigada Aérea de manera interina.
El Comodoro Moragues estuvo, también de manera interina, a cargo de la Jefatura del Estado Mayor General de la Fuerza Aérea Argentina durante todo 1956.
En diciembre de 1957 accedió a la jerarquía de brigadier.

#### Comando en Jefe de la Fuerza Aérea Argentina
Tras la asunción del presidente Arturo Frondizi tuvo lugar una renovación en los principales cargos de las tres fuerzas armadas. En la aeronáutica asumió el Comando en Jefe el brigadier Miguel Moragues el 7 de mayo de 1958.
El 1 de septiembre de 1958 tuvo lugar una crisis en la cúpula de la aeronáutica. El comandante en jefe, brigadier Moragues; el comandante aéreo de Combate, comodoro Osvaldo Lentino; el comandante de Institutos Aeronáuticos, comodoro Octavio García Miras y el jefe de Defensa Antiaérea, comodoro Alfredo Castro hicieron llegar su rechazo y malestar tras la publicación de un decreto del Poder Ejecutivo Nacional que convocaba a prestar servicios de nuevo al comodoro retirado Julio César Krause, exministro de Aeronáutica del Gobierno de facto de Pedro Eugenio Aramburu. El motivo del conflicto radicaba en que los oficiales Moragues, Lentino, García Miras y Castro sostenían que la Secretaría de Aeronáutica se había comprometido a no reincorporar a la actividad a oficiales retirados. El gobierno dispuso por decreto relevar a los jefes antes mencionados. El brigadier Moragues presentó su pedido de retiro por considerar que la convocatoria al servicio activo de Krause, realizada por la Secretaría de Aeronáutica, sin consultar al comandante en jefe y a la oficialidad superior, significaba no respetar la estructura jerárquica de la fuerza. Algunos comodoros se resistieron a ser relevados y la crisis se extendió hasta la madrugada del 2 de septiembre, cuando depusieron su actitud y pidieron el retiro.
Tras quedar durante algunos días vacantes, el cargo de comandante en jefe fue ocupado por el brigadier Manuel Lisardo Alemán el 24 de septiembre de 1958.

## Actividad posterior al retiro
En 1959 fue designado presidente del directorio de Aerolíneas Argentinas, cargo que dejó en octubre de 1962.
El 30 de diciembre de 1960 fue reincorporado al servicio activo hasta octubre de 1964.

### Gobernador
El 7 de septiembre de 1971 asumió como gobernador de Buenos Aires, en reemplazo del brigadier (R) Horacio Rivara. Mientras ocupó ese cargo ejecutivo, condujo el proceso electoral en su distrito en 1973.

## Fallecimiento
El brigadier Miguel Moragues murió por causas naturales el 4 de febrero de 2003. Contaba con 84 años. La sepultura de sus restos tuvo lugar en el cementerio de Lomas de Zamora.